# Lista botaniștilor după abrevierea de autor (D)
Aceasta este o listă incompletă de botaniști după abrevierile lor de autor, care sunt destinate citării denumirilor științifice sau a lucrărilor pe care le-au publicat. Această listă este întocmită după Authors of Plant Names⁠(en)[traduceți] de Brummitt & Powell (1992). Utilizarea acelei liste este recomandată prin Nota 1 Rec. 46A din International Code of Nomenclature for algae, fungi, and plants. Lista este actualizată online la The International Plant Names Index și Index Fungorum.
De notat că în unele cazuri abrevierea de autor constă dintr-un nume de familie complet, iar în alte cazuri numele este abreviat sau/și însoțit de una sau mai multe inițiale. Nu se pun spații între inițiale și nume (sau abrevierea sa).

#### Ordinea intrărilor
Lista de aici este menținută strict în ordinea alfabetică a abrevierilor; astfel "A.B.Jacks." apare la litera "A" și nu la "J", și este situat astfel ca și cum caracterele ar fi fost "ABJACKS". Capitalizarea este ignorată, la fel ca și toate caracterele non-alfabetice ca puncte și spații. Semenele diacritice de asemenea sunt ignorate, astfel încât, de exemplu, "ü" este tratat ca și cum ar fi "u".

#### Navigare
Din cauza lungimii sale, lista este despărțită în mai multe pagini separate. Toate secțiunile alfabetice pot fi accesate din cuprins.

## A–C
| Liste: | A | B | C | D | E F | G | H | I J | K L | M | N O | P | Q R | S | T U V | W X Y Z |

Pentru a găsi intrări ce încep cu A–C, folosiți cuprinsul de mai sus.

## D
| Liste: Sus | A | B | C | D | E F | G | H | I J | K L | M | N O | P | Q R | S | T U V | W X Y Z |

- D.A.Herb. – Desmond Andrew Herbert (1898–1976)
- Dahl – Anders Dahl (1751–1789)
- Dahlst. – Gustav Adolf Hugo Dahlstedt (1856–1934)
- Daléchamps – Jacques Daléchamps (de asemenea cunoscut și ca Jacobus Dale Champius) (1513–1588)
- Dallim. – William Dallimore (1871–1959)
- Daly – Douglas C. Daly (n. 1953)
- Dalzell – Nicol Alexander Dalzell (1817–1877)
- Dalziel – John McEwan Dalziel (1872–1948)
- D'Amato – Giovanni Frederico D'Amato (n. 1941)
- Dammer – Carl Lebrecht Udo Dammer (1860–1920)
- Dana – James Dwight Dana (1813–1895)
- Dandy – James Edgar Dandy (1903–1976)
- Danert – Siegfried Danert (1926–1973)
- Danesi – L. Danesi (1851–1915)
- Danet – Frédéric Danet (n. 1968)
- Danguy – Paul Auguste Danguy (1862–1942)
- Daniell – William Freeman Daniell (1818–1865)
- Daniels – Francis Potter Daniels (1869–1947)
- Danielsen – Anders Danielsen (1919–2006)
- Danihelka – Jiří Danihelka (n. 1968)
- Däniker – Albert Ulrich Däniker (1894–1957)
- Danin – Avinoam Danin (n. 1939)
- Dans. – Pierre Mackay Dansereau (1911–2011)
- Danser – Benedictus Hubertus Danser (1891–1943)
- Danthoine – D. Danthoine (1739–1794)
- Danzé-Corsin – Paule Danzé-Corsin (fl. 1956)
- Darby – John M. Darby (1804–1877)
- Darbysh. – S.J. Darbyshire (n. 1953)
- Darl. – William Darlington (1782–1863)
- Darling – Samuel Taylor Darling (1872–1925)
- D.Arora – David Arora (n. 1957)
- Darwin – Charles Darwin (1809–1882)
- D.A.Sutton – David A. Sutton (n. 1952)
- Daubs – Edwin Horace Daubs (fl. 1965)
- Daveau – Jules Alexandre Daveau (1852–1929)
- Davenp. – George Edward Davenport (1833–1907)
- Davey – Frederick Hamilton Davey (1868–1915)
- David – Armand David (1826–1900)
- Davidse – Gerrit Davidse (n. 1942)
- Davis – John Jefferson Davis (1852–1937)
- D.A.Webb – David Allardice Webb (1912–1994)
- Dawson – John William Dawson (1820–1899)
- D.Brândză. – Dimitrie Brândză (1846–1895)
- DC. – Augustin Pyramus de Candolle (1778–1841)
- D.C.Eaton – Daniel Cady Eaton (1834–1895)
- D.C.McClint. – David Charles McClintock (1913–2001)
- D.C.Stuart – D.C. Stuart (n. 1940)
- D.D.Baldwin – David Dwight Baldwin (1831–1912)
- D.D.Cunn. – David Douglas Cunningham (1843–1914)
- D.Dietr. – David Nathaniel Dietrich (1799–1888)
- D.D.Keck – David D. Keck (1903–1995)
- D.Don – David Don (1799–1841)
- D.Donati – Davide Donati (n. 1975)
- D.D.Perkins – David Dexter Perkins (1919–2007)
- D.Drake – Daniel Drake (1785–1852)
- D.D.Tao – De Ding Tao (n. 1937)
- Deam – Charles Clemon Deam (1865–1953)
- de Bary – Anton de Bary (1831–1888)
- Debeaux – Jean Odon Debeaux (1826–1910)
- D.E.Beetle – Dorothy Erna Beetle (născută Schoof, ulterior Beetle-Pillmore) (1918–2005)
- Decne. – Joseph Decaisne (1807–1882)
- D.Edwards – Dianne Edwards (n. 1942)
- De Franceschi – D. De Franceschi (fl. 1993)
- Degen – Àrpàd von Degen (1866–1934)
- Deguchi – Hironori Deguchi (n. 1948)
- Dehnh. – Friedrich Dehnhardt (1787–1870)
- de Kruif – A.P.M. de Kruif (fl. 1984)
- Delahouss. – A. James Delahoussaye (fl. 1967)
- de Laub. – David John de Laubenfels (n. 1925)
- Delavay – Pierre Jean Marie Delavay (1834–1895)
- D.E.Lee – Daphne Euphemia Lee (n. 1950)
- Deless. – Jules Paul Benjamin Delessert (1773–1847)
- Delf – Ellen Marion Delf (1883–1980)
- Delile – Alire Raffeneau Delile (1778–1850)
- Demoly – Jean-Pierre Demoly (n. 1951)
- Dempster – Lauramay Tinsley Dempster (1905–1997)
- De M.Wang – De-Ming Wang (n. 1970)
- Denham – Dixon Denham (1786–1828)
- Deniker – Joseph Deniker (1852–1918)
- Denis – Marcel Denis (1897–1929)
- Dennst. – August Wilhelm Dennstedt (1776–1826)
- De Not. – Giuseppe De Notaris (1805–1877) ("Giuseppe" scris uneori ca "Josephus")
- Deplanche – Émile Deplanche (1824–1875)
- Deppe – Ferdinand Deppe (1794–1861)
- De Puydt – Paul Émile de Puydt (1810–1891)
- Derbès – August Alphonse Derbès (1818–1894)
- de Roon – Adrianus Cornelis de Roon (1928–2011)
- Deschamps – Louis Auguste Deschamps (1765–1842)
- Déségl. – Pierre Alfred Déséglise (1823–1883)
- Desf. – René Louiche Desfontaines (1750–1833)
- De Smet – Louis De Smet (1813–1887)
- Des Moul. – Charles Robert Alexandre des Moulins (1798–1875)
- Desp. – J.M. Despreaux (1794–1843)
- Desr. – Louis Auguste Joseph Desrousseaux (1753–1838)
- Desv. – Nicaise Auguste Desvaux (1784–1856)
- Detmers – Freda Detmers (1867–1934)
- De Vis – Charles Walter De Vis (1829–1915)
- de Vogel – Eduard Ferdinand de Vogel (n. 1942)
- de Vos – Cornelis de Vos (1806–1895)
- de Vries – Hugo de Vries (1848–1935)
- de Vriese – Willem Hendrik de Vriese (1806–1862)
- de Wet – Johannes Martenis Jacob de Wet (n. 1927)
- Dewèvre – Alfred Aloys Dewèvre (1866–1897)
- Dewey – Chester Dewey (1784–1867)
- De Wild. – Émile Auguste Joseph De Wildeman (1866–1947)
- De Winter – Bernard de Winter (n. 1924)
- de Wit – Hendrik de Wit (1909–1999)
- D.Fairchild – David Fairchild (1869–1954)
- D.Fang – Ding Fang (n. 1920)
- D.F.Austin – Daniel Frank Austin (n. 1943)
- D.F.Fisch. – Daniel Ferdinand Heinrich Albert Fischer (1865–1927)
- D.G.Lloyd – David Graham Lloyd (1937–2006)
- D.G.Long – David Geoffrey Long (n. 1948)
- D.Hanb. – Daniel Hanbury (1825–1875)
- D.Hawksw. – David Leslie Hawksworth (n. 1946)
- D.H.Scott – Dukinfield Henry Scott (1854–1934)
- D.H.Wagner – David H. Wagner (n. 1945)
- Dice – James C. Dice (fl. 1995)
- Dicks. – James (Jacobus) J. Dickson (1738–1822)
- Didr. – Didrik Ferdinand Didrichsen (1814–1887)
- Dieck – Georg Dieck (1847–1925)
- Dieckmann – Juana G. Dieckmann (1888–1960)[5]
- Died. – Hermann Diedicke (1865–1940)
- Dieder. – Christoph Diederichs (fl. 1989)
- Diederich – Paul Diederich (n. 1959)
- Diederichsen – Axel Diederichsen (fl. 2001)
- Diego – Nelly Diego (fl. 2001)
- Diego-Esc. – Valentina Diego-Escobar (fl. 2008)
- Diehl – William Webster Diehl (1891–1978)[6]
- Diekm. – Rolf Diekmann (fl. 2000)
- Diels – Friedrich Ludwig Emil Diels (1874–1945)
- Diem – José Diem (1899–1986)
- Dien – B.S. Dien (fl. 1998)
- Dierb. – Johann Heinrich Dierbach (1788–1845)
- Dierckx – Frans Dierckx (1863–1937)
- Diers – Lothar Diers (fl. 1978)
- Diesing – Karl (Carl) Moriz (Moritz) Diesing (1800–1867)
- Dietel – Paul Dietel (1860–1947)
- Dieter. – Carl Friedrich Dieterich (1734–1805)
- Dieterle – Jennie van Ackeren Dieterle (1909–1999)
- Dietrichson – E. Dietrichson (fl. 1954)
- Dietz – Samuel M. Dietz (fl. 1970)
- Dietzow – W. Ludwig von Dietzow (d. 1945)[7]
- Diguet – Léon Diguet (1859–1926)
- Dill. – Johann Jacob Dillenius (1684–1747)
- Dillwyn – Lewis Weston Dillwyn (1778–1855)
- Dilst – Floor J. H. van Dilst (n. 1934)
- D.I.Morris – Dennis Ivor Morris (1924–2005)
- Ding Hou – Ding Hou (1921–2008)
- Dinsm. – John Edward Dinsmore (1862–1951)
- Dinter – Moritz Kurt Dinter (1868–1945)
- Dippel – Leopold Dippel (1827–1914)
- Dissing – Henry Dissing (1931–2009)
- D.J.Middleton – David John Middleton (n. 1963)
- D.Legrand – Carlos Maria Diego Enrique Legrand (1901–1986)
- D.Livingstone – David Livingstone (1813–1873)
- D.L.Jacobs – Donald Leroy Jacobs (n. 1919)
- D.L.Jones – David Lloyd Jones (n. 1944)
- D.Löve – Doris Löve (1918–2000)
- D.L.Roberts – David Lesford Roberts (n. 1974)
- D.M.Andrews – Darwin Maxson Andrews (1869–1938)
- D.M.Hend. – Douglas Mackay Henderson (1927–2007)
- D.M.Moore – David Moresby Moore (1933–2013)
- D.Mohr – Daniel Matthias Heinrich Mohr (1780–1808)
- D.Morris – Daniel Morris (1844–1933)
- D.Müll.-Doblies – Dietrich Müller-Doblies (n. 1938)
- D.Naras. – D. Narasimhan (n. 1960)
- Dobell – Clifford Dobell (1886–1949)
- Dod – Donald Dungan Dod (1912–2008)
- Dode – Louis-Albert Dode (1875–1943)
- Dodoens – Rembert Dodoens (also as Rembertus Dodonaeus) (1517–1585)
- Dodson – Calaway Homer Dodson (n. 1928)
- Döll – Johann Christoph Döll (1808–1885)
- Dollfus – Gustave Frédéric Dollfus (1850–1931)
- Dombrain – Henry Honywood Dombrain (1818–1905)
- Domin – Karel Domin (1882–1953)
- Domke – Friedrich Walter Domke (1899–1988)
- Donn – James Donn (1758–1813)
- Donn.Sm. – John Donnell Smith (1829–1928)
- Door. – Simeon Gottfried Albert Doorenbos (1891–1980)
- Dop – Paul Louis Amans Dop (1876–1954)
- Dorf – Erling Dorf (1905–1984)
- Dörfelt – Heinrich Dörfelt (n. 1940)
- Doronkin – Vladimir M. Doronkin (n. 1950)
- Dorr – Laurence Joseph Dorr (n. 1953)
- Dorsett – Palemon Howard Dorsett (1862–1943)
- Dostál – Josef Dostál (1903–1999)
- Douglas – David Douglas (1798–1834)
- Douglass M.Hend. – Douglass Miles Henderson (1938–1996)
- Douin – Charles Isidore Douin (1858–1944)
- Doum. – François Doumergue (?1858–1938)
- Doust – Andrew N.L. Doust (fl. 1992)
- Doweld – Alexander Borissovitch Doweld (n. 1973)
- Dowell – Philip Dowell (1864–1936)
- D.Parodi – Domingo Parodi (1823–1890)
- D.Popenoe – Dorothy Kate Popenoe (1899–1932)
- Drabble – Eric Frederic Drabble (1887–1933)
- Drake – Emmanuel Drake del Castillo (1855–1904)
- Drees – Friedrich Wilhelm Drees
- Drège – Johann Franz Drège (1794–1881)
- Dressler – Robert Louis Dressler (n. 1927)
- D.R.Hunt – David Richard Hunt (n. 1938)
- Dring – Donald Malcolm Dring (1932–1978)
- Druce – George Claridge Druce (1850–1932)
- Drude – Carl Georg Oscar Drude (1852–1933)
- Dryand. – Jonas Carlsson Dryander (1748–1810)
- D.S.Edwards – David Sydney Edwards (n. 1948)
- D.Thomas – David Thomas (1776–1859)
- Dubard – Marcel Marie Maurice Dubard (1873–1914)
- Duboscq – Octave Joseph Duboscq (1868–1943)
- Duby – Jean Étienne Duby (1798–1885)
- Duch. – Pierre Étienne Simon Duchartre (1811–1894)
- Duchass. – Édouard Placide Duchassaing de Fontbressin (1818–1873)
- Duchesne – Antoine Nicolas Duchesne (1747–1827)
- Ducke – Adolpho Ducke (1876–1959)
- Duclaux – Émile Duclaux (1840–1904)
- Dufft – Adolf Dufft (1800–1875)
- Dufour – Léon Jean Marie Dufour (1780–1865)
- Dufr. – Pierre Dufresne (1786–1836)
- Dugand – Armando Dugand (1906–1971)
- Duggar – Benjamin Minge Duggar (1872–1956)
- Dulac – Joseph Dulac (1827–1897)
- Dum.Cours. – Georges Louis Marie Dumont de Courset (1746–1824)
- Dümmer – Richard Arnold Dümmer (1887–1922)
- Dumort. – Barthélemy Charles Joseph Dumortier (1797–1878)
- Dunal – Michel Félix Dunal (1789–1856)
- Dunn – Stephen Troyte Dunn (1868–1938)
- Dupr. – François Hippolyte Dupret (1853–1932)
- Dupuy – Dominique Dupuy (1812–1885)
- Duque – Jaramillo Jesus Maria Duque (1785–1862)
- Durand – Elias (Elie) Magloire Durand (1794–1873)
- Durazz. – Antonio Durazzini (fl. 1772)
- Durieu – Michel Charles Durieu de Maisonneuve (1796–1878)
- Du Roi – Johann Philipp Du Roi (1741–1785)
- Dürrnb. – Adolf Dürrnberger (1838–1898)
- d'Urv. – Jules Sébastian César Dumont d'Urville (1790–1842)
- Dusén – Per Karl Hjalmar Dusén (1855–1926)
- Duss – Antoine Duss (1840–1924)
- Duthie – John Firminger Duthie (1845–1922)
- Duval – Henri August Duval (1777–1814)
- Duyfjes – Brigitta Emma Elisabeth Duyfjes (n. 1936)
- D.Vidal – Domingo Vidal (d. 1878)
- Dw.Moore – Dwight Munson Moore (1891–1985)
- Dwyer – John Duncan Dwyer (1915–2005)
- Dyal – Sarah Creecie Dyal (1907–1993)[8]
- Dyer – William Turner Thiselton (Thistleton) Dyer (1843–1928)
- Dykes – William Rickatson Dykes (1877–1925)
- D.Zohary – Daniel Zohary (n. 1926)

## E–Z
| Liste: Sus | A | B | C | D | E F | G | H | I J | K L | M | N O | P | Q R | S | T U V | W X Y Z |

Pentru a găsi intrări ce încep cu E–Z, folosiți cuprinsul de mai sus.